# Resolutie 122 Veiligheidsraad Verenigde Naties
Resolutie 122 van de Veiligheidsraad van de Verenigde Naties was de eerste VN-Veiligheidsraadsresolutie van 1957. De resolutie werd aangenomen met tien stemmen voor, geen tegen en met de onthouding van de Sovjet-Unie. De Veiligheidsraad verklaarde dat enkel een volksraadpleging over de toekomstige status van Kasjmir kon beslissen.

## Achtergrond
De overeenkomst tussen India en Pakistan, die beide aanspraak maakten op de regio Kasjmir, bepaalde dat een volksraadpleging moest uitmaken of de regio bij India of bij Pakistan zou aansluiten.
In 1951 werd op vraag van de Nationale Conferentie van Jammu en Kasjmir, de grootste politieke partij in de regio, een grondwetgevende vergadering opgericht. Diezelfde partij won vervolgens alle 75 zetels in deze nieuwe instelling. De Veiligheidsraad stelde toen al dat deze gang van zaken niet volgens de afspraken was.
In 1956 kwam de grondwetgevende vergadering met een grondwet die Jammu en Kasjmir een integraal deel van India verklaarde. Op vraag van Pakistan kwam de kwestie opnieuw op de agenda van de Veiligheidsraad.

## Inhoud
De Veiligheidsraad had de verklaringen gehoord van India en Pakistan over het betwiste gebied Jammu en Kasjmir. De Veiligheidsraad herinnerde de betrokkenen aan het principe in de resoluties 47, 51 en 91 en de resoluties van de VN-Commissie voor India en Pakistan dat de toekomst van Kasjmir moest worden bepaald aan de hand van een volksraadpleging.
De Veiligheidsraad bevestigde resolutie 91 en verklaarde dat beslissingen van de grondwetgevende vergadering van Jammu en Kashmir omtrent de status van de regio of een deel ervan niet voldeden aan dit principe. Besloten werd de zaak in beraad te houden.
Lijst ·  122 ·  123 ·  124 ·  125 ·  126